# هيربرت تشابمان

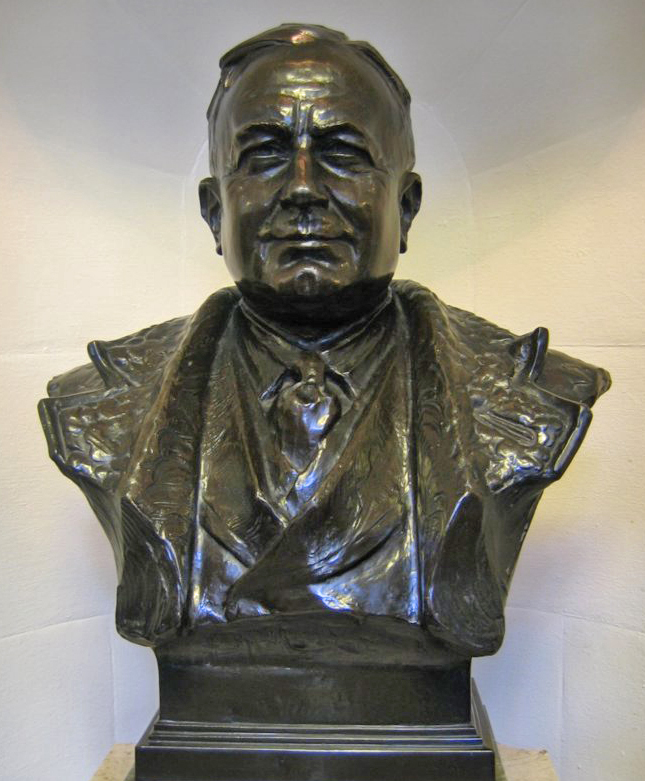
هيربرت تشابمان

هيربرت تشابمان (بالإنجليزية: Herbert Chapman)‏، من مواليد 19 يناير 1878 في روثرهام في إنجلترا، وتوفي في 6 يناير 1934 في لندن في إنجلترا، لاعب كرة قدم إنجليزي سابق، ومدرب كرة قدم إنجليزي سابق.
بدأ مسيرته الكروية مع نادي أشتون نورث إند في عام 1895، ولعب معهم حتى عام 1897، وفي عام 1897 انتقل إلى نادي ستاليبريج روفرز، وفي موسم 1897/1898 انتقل إلى نادي روتشيدال، وفي موسم 1898/1899 انتقل إلى نادي غريمبسي تاون، ولعب معهم 10 مباريات وسجل 4 أهداف، وفي عام 1899 انتقل إلى نادي سويندون تاون، وفي موسم 1899/1900 لعب مع نادي شيبي يونايتد، وفي موسم 1900/1901 انتقل إلى نادي ووركسوب تاون، وفي موسم 1901/1902 انتقل إلى نادي نورثامبتون تاون، وفي موسم 1902/1903 انتقل إلى نادي شيفيلد يونايتد، ولعب معهم 21 مباراة وسجل هدفين، وفي عام 1903 انتقل إلى نادي نوتس كاونتي، ولعب معهم حتى عام 1905، وشارك معهم في 7 مباريات وسجل هدف واحد، وفي عام 1905 انتقل إلى نادي توتنهام هوتسبير، ولعب معهم حتى عام 1907، واختتم مسيرته الكروية مع نادي نورثامبتون تاون.
بدأ مسيرته التدريبية مع نادي نورثامبتون تاون في عام 1907، ودربهم حتى عام 1912، وفي عام 1912 درب نادي ليدز يونايتد، ودربهم حتى عام 1919، وفي عام 1921 انتقل إلى تدريب نادي هدرسفيلد تاون، ودربهم حتى عام 1925، ودرب نادي آرسنال منذ عام 1925 وحتى عام 1934.